# Anthrenus museorum
Anthrenus museorum, también conocido como escarabajo de los museos, es una especie de escarabajo de piel del género Anthrenus, orden Coleoptera. Fue descrita por Linnaeus en 1761.

## Descripción
La larva es amarillenta, peluda y mide 4,5 mm (0,18 pulgadas). La superficie dorsal del protórax es de color marrón. En su parte trasera tiene tres pares de antenas largas. El adulto mide de 2-4 mm. Tiene forma redonda y sus élitros oscuros están marcados de colores brillantes.

## Distribución y hábitat
Se distribuye por Albania, Austria, Bielorrusia, Bélgica, Bosnia y Herzegovina, Bulgaria, Croacia, República Checa, Dinamarca, Estonia, Finlandia, Francia, Alemania, Gran Bretaña, Grecia, Hungría, Italia, Letonia, Liechtenstein, Lituania, Luxemburgo, Moldavia, Macedonia del Norte, Noruega, Polonia, Portugal, Rumania, Rusia, Eslovaquia, Eslovenia, España, Suecia, Suiza, Países Bajos, Ucrania, Turquía, Yugoslavia.
Vive una o dos semanas, al aire libre, sobre plantas. Prefiere las flores de Asteraceae, Apiaceae y Scrophulariaceae. Para poner huevos, la hembra busca rincones, alfombras, suelos o lana para esconderse y asegurar el suministro de alimento a las larvas. Pone cuarenta huevos a la vez en un año.